# Movimento Social Democrata – Partido Verde de São Tomé e Príncipe
Das Movimento Social Democrata – Partido Verde de São Tomé e Príncipe (dt.: Sozialdemokratische Bewegung–Grüne Partei von São Tomé und Príncipe, MSD-PVSTP) ist eine Partei in Sao Tomé und Principe. Sie gehört der ökologischen und sozialdemokratischen Bewegung an und wurde erst 2017 gegründet.

## Geschichte

### Gründung
Die Grüne Partei wurde anlässlich eines Gründungskongresses am 4. November 2017 gegründet. Als Mitte-links-Partei engagiert sich die Partei für Nachhaltige Entwicklung, für Ausgleichung sozialer Ungleichheit, eine Repräsentative Demokratie und unterstützt wirtschaftliche und soziale Eingriffe des Staates zur Durchsetzung sozialer Gerechtigkeit. Der Kongress wählte Elsa Garrido als Präsidentin für eine Amtszeit von zwei Jahren.

### Erste Beteiligung bei den Wahlen
Die Partei stellte für die Kommunalwahlen 2018 auf der Insel São Tomé und für die Parlamentswahlen 2018, welche am 7. Oktober 2018 gleichzeitig stattfanden, erstmals Kandidaten auf. Elsa Garrido führte die Liste der Partei fürs Parlament an, eine Premiere für eine Frau in der Geschichte des Landes.
Die Partei errang im Parlament keinen Sitz mit nur 499 Stimmen oder 0,64 % vom Gesamtstimmenanteil. Bei den Kommunalwahlen hatte die Partei auch nur Kandidaten in den Distrikten Água Grande (1,10 %) und Mé-Zóchi (4,14 %) aufgestellt. Sie errangen nur 1.104 Stimmen und damit 1,56 % der insgesamt abgegebenen Stimmen.

### Interne Krise
Am 17. Februar 2019 stimmte ein Kongress von internen Oppositionellen der Partei, unter Führung des Vizepräsidenten Miques João für die Absetzung von Elsa Garrido. Sie erkannte die Entscheidung nicht an und brachte die Sache vor Gericht. Das Verfassungsgericht bestätigte im Januar 2020 Elsa Garrido als legitime Präsidentin der Partei und lehnte den Antrag auf Absetzung ab. Der Gerichtshof erklärte, dass dieser Kongress „rechtlichen inexistent“ („inexistence juridique“) gewesen sei und „übersät mit Unregelmäßigkeiten“ („criblé d'irrégularités“), und erkannte erneut die Wahl von Elsa Garrido am 4. November 2017 an.
Einen Monat nach der Gerichtsentscheidung ordnete die Versammlung der Parteimitglieder unter Vorsitz von Hilário Neto gemeinsam mit Vizepräsident Miques João die Einberufung eines Kongresses für den 24. Mai 2020 an. Miques João erklärte die Präsidentschaft von Elsa Garrido für illegal und argumentierte, dass sie 2017 auf eine Amtszeit von zwei Jahren gewählt worden sei, und dass damit ihre Amtszeit abgelaufen sei. Miques João erklärte die Präsidentschaft von Elsa Garrido als illegal, während Elsa Garrido sich verteidigte, sie sei bei einem anderen Kongress am 25. März 2018 bestätigt worden.
Der Kongress am 29. März 2020 wurde jedoch aufgrund der COVID-19-Pandemie in São Tomé und Príncipe verschoben und letztlich am 16. August 2020 abgehalten. Elsa Garrido wurde mit 69 % der Stimmen als Präsidentin wiedergewählt. Auch 2022 beim III. Parteikongress wurde sie in ihrem Amt bestätigt.

### Präsidentschaftswahl 2021
Am 21. Dezember 2020 erklärte sich Miques João do Nascimento de Jesus Bonfim zum Kandidaten für die Präsidentschaftswahl 2021, zugleich für die Parti Vert und für die Plateforme National pour le Développement de Sao Tomé-et-Principe (eine Abspaltung der Mouvement pour la libération de Sao Tomé-et-Principe – Parti social-démocrate von 2014) Elsa Garrido verkündete zwei Tage später ebenfalls ihre Kandidatur, und konnte die Unterstützung der Partei sichern. Sie konnte weniger als 1 % der Stimmen einholen.
Bei den Wahlen 2022 präsentierte die MSD-PVSTP mehrere Kandidaten. Sie errang nur 0,35 % der Stimmen und aufgrund eines neuen Wahlgesetzes, welches erst 2021 verabschiedet worden war, wurde die Partei, weil sie nicht mindestens 0,50 % der Stimmen erhalten hatte, aus dem Register gelöscht.

## Wahlergebnisse

### Präsidentschaftswahlen
| Jahr | Kandidat     | 1. Runde | 1. Runde | 1. Runde |
| Jahr | Kandidat     | Stimmen  | %        | Rang     |
| ---- | ------------ | -------- | -------- | -------- |
| 2021 | Elsa Garrido |          | <1       |          |

### Parlamentswahlen
| Jahr | Ergebnisse | Ergebnisse | Sitze | Rang |
| Jahr | Stimmen    | %          | Sitze | Rang |
| ---- | ---------- | ---------- | ----- | ---- |
| 2018 | 499        | 0,64       | 0/55  | 6e.  |

### Kommunalwahlen
| Jahr | Ergebnisse | Ergebnisse | Sitze | Rang |
| Jahr | Stimmen    | %          | Sitze | Rang |
| ---- | ---------- | ---------- | ----- | ---- |
| 2018 | 1.104      | 1.56       | 0/63  | 6.   |